# 長葉蔓蘚
長葉蔓蘚（学名：Meteorium longipilum）为蔓蘚科蔓蘚屬下的一个种。

## 扩展阅读
- 維基物種上的相關：長葉蔓蘚